# Нортбрук (острів)
Острів Нортбрук (рос. Остров Нортбрук) — один з найпівденніших і найкраще доступних із моря островів Землі Франца-Йосифа в Росії в Північному Льодовитому океані. У зв'язку з цим він був відправною точкою для численних полярних експедицій.

## Географія

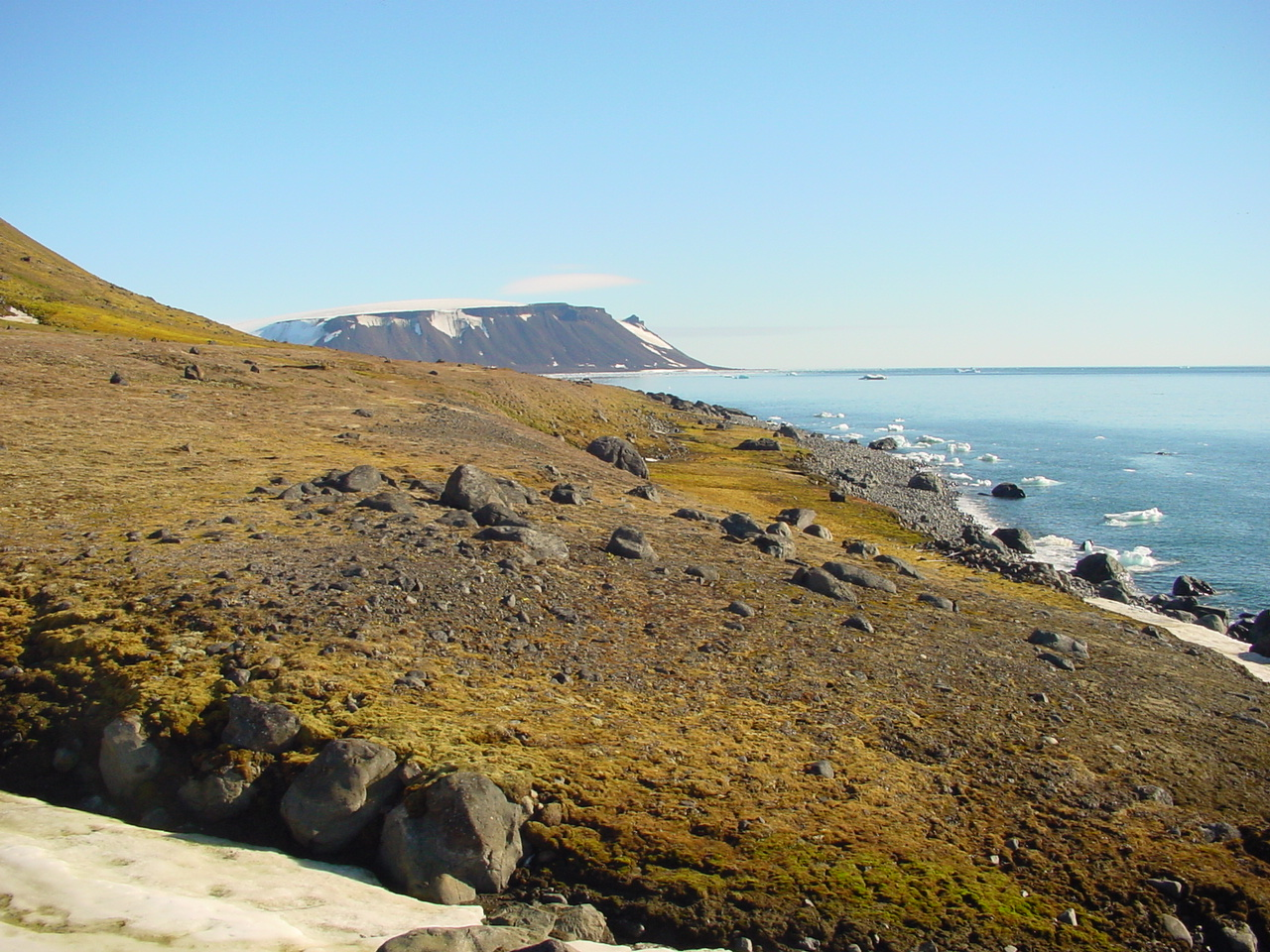
Узбережжя острова Нортбрук

Острів Нортбрук знаходиться на 80-му градусі північної широти і є одним з найменших островів Землі Франца-Йосифа. Його площа у 1998 році була трохи менше 289 км².
З того часу, однак, більші частини його льодовикової шапки розтанули. У 2006 році з'явилась інформація, що острів розділився на дві частини. У 2013 році в ході експедиції гідрографічної служби Північного флоту вона підтвердилась. Територія навколо мису Флора, який з 2008 року називається островом Юрія-Кучієва, тепер відокремлена від решти острова неглибокою протокою.
Острів Нортбрук має майже трикутну форму зі сторонами близько 25 км завдовжки; найвища точка — 344 метрів над рівнем моря. Острів і надалі здебільшого покритий льодовиком. Лише на покритих мохом прибережних смугах влітку немає снігу.

## Історія
Острів, ймовірно, був помічений ще в 1879 році голландською експедицією під керівництвом А. де Брюйне на кораблі Віллем Баренц, але до острова вони не наближалися.
Офіційно відкрив острів 14 серпня 1880 року британський полярний дослідник Бенджамін Лі Сміт під час свого четвертого полярного плавання. Названий на честь Томаса Барінга, першого Графа Нортбрука (1826—1904), британського політика, а згодом президента Королівського географічного товариства. 21-го серпня 1881 року Сміт опинився на мілині під час свого п'ятого і останнього полярного плавання на мисі Флора на крайньому південному заході острова, але зміг врятуватись, відпливши на шлюпках до Нової Землі.

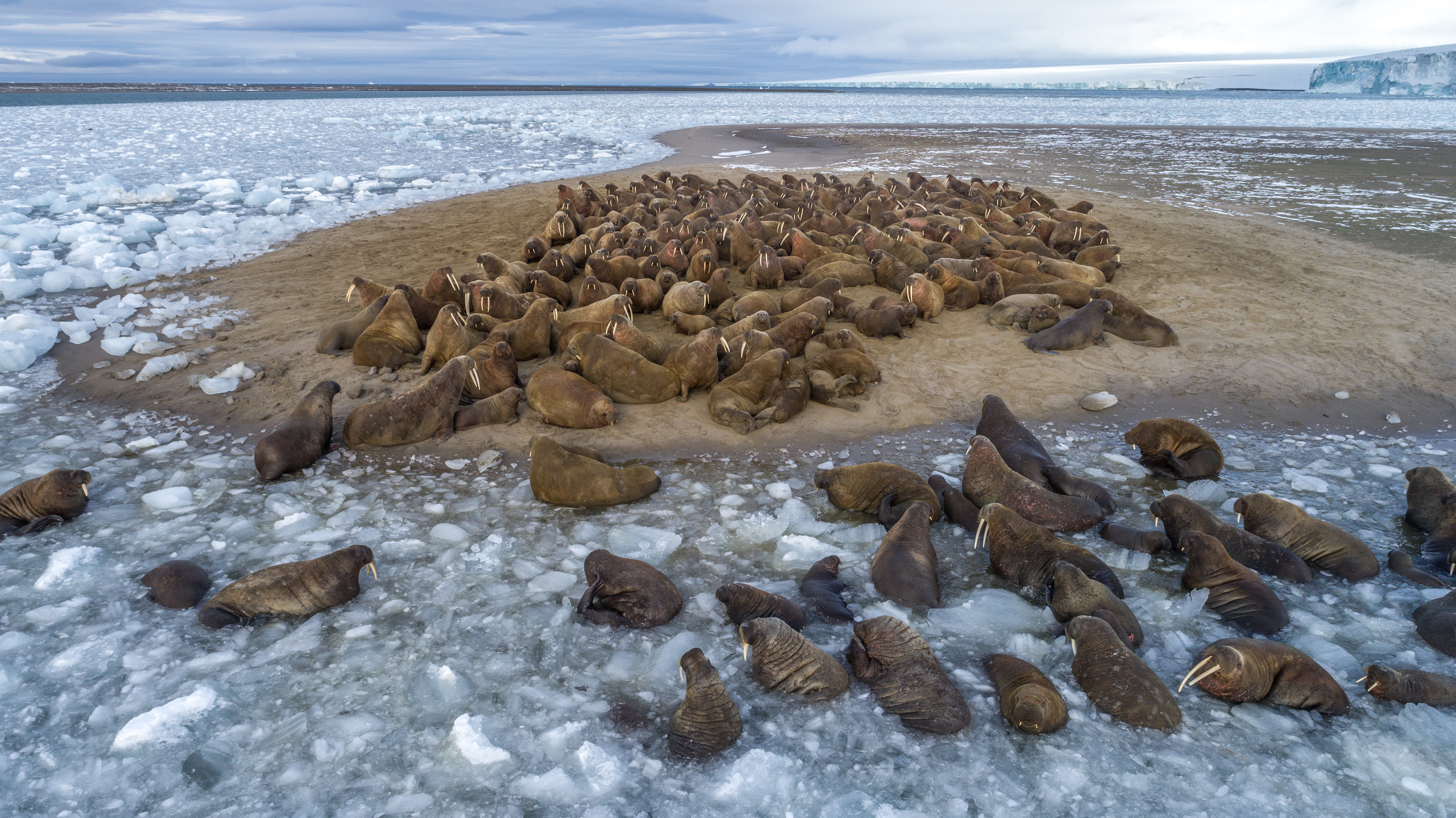
Лежбище моржів на острові Нортбрук

17 червня 1896 року, також на мисі Флора, норвезький полярний дослідник Фрітьйоф Нансен після невдалої спроби досягти Північного полюса натрапив на базовий табір експедиції Джексона-Гармсворта під проводом британського полярного дослідника Фредеріка Джорджа Джексона. Північний край острова, мис Брюс, був названий на честь Вільяма Спіріса Брюса, який брав участь у цій експедиції.
Деяким учасникам експедиції Фіали-Циглера довелося зимувати на острові з 1904 по 1905 рік після того, як їх корабель «Америка» затонув поблизу острова Рудольфа.
У 1914 р. на мисі Флора закінчилася багатомісячна одісея двох єдиних вцілілих з російської експедиції Брусилова, яка розпочалася в 1912 р. — штурмана Валеріана Альбанова та моряка Олександра Конрада. Вони були знайдені та врятовані під час наступної полярної експедиції під керівництвом Георгія Яковича Сєдова.

## Вебпосилання
- Детальна інформація про острів Нортбрук [Архівовано 26 вересня 2020 у Wayback Machine.] з численними фотографіями